# Greenham
Greenham est un village et une paroisse civile du Berkshire, en Angleterre.

## Démographie
Au recensement de 2011, la paroisse civile de Greenham comptait 3 628 habitants.